# Louis Boulanger

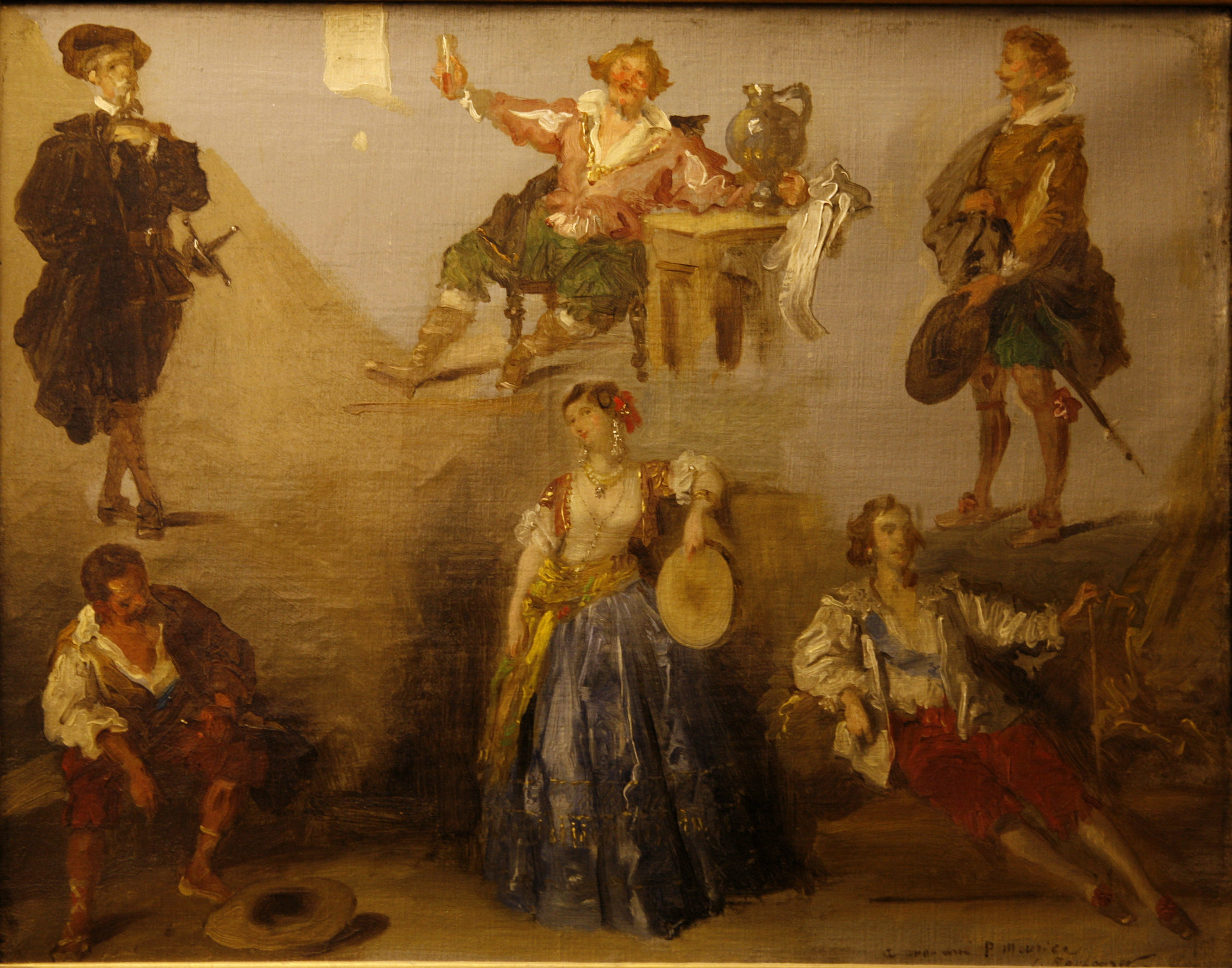
Șase personaje ale lui Victor Hugo

Louis Boulanger (n. 11 martie 1806, Vercelli, Piemont - d. 5 martie 1867, Dijon) a fost un pictor romantic, litograf și ilustrator francez.

## Biografie
S-a înscris în 1821 la Școala de Arte Frumoase, lucrând în atelierul lui Guillaume Guillon Lethière și primind o solidă pregătire clasică. A devenit tovarăș cu Eugène Devéria și un prieten apropiat al lui Victor Hugo, fiind invitat în diferite cercuri romantice pariziene, care a avut un efect decisiv asupra carierei sale.
A avut parte de un mare succes la Salonul din 1827 datorită picturii Supplice de Mazeppa, a fost premiat cu o medalie cu ocazia unui salon special pentru noua școală, unde au fost prezentate, de asemenea, La Naissance d'Henri IV de Eugène Devéria și La Mort de Sardanapale de Eugène Delacroix.  Cu toate acestea, cariera tânărului pictor nu a mai avut parte de succes în perioada următoare. El a pictat portretele unor personalități ale epocii, inclusiv cel mai celebru exemplu, Balzac în haine de călugăr, acum la Muzeul de Arte Frumoase din Tours. Mai multe lucrări ale lui Boulanger sunt păstrate în casa lui Victor Hugo din Place des Vosges, Paris.
El a fost ilustratorul mai multor lucrări romantice ale lui Victor Hugo și Alexandre Dumas; a realizat o serie de litografii ciudate pe teme fantastice exploatate de anumiți artiști în această perioadă. La Ronde du Sabbat de Louis Boulanger este singura icoană a acestei tendințe studiate într-un mod precar.

## Listă de picturi
| Pictură | Titlu                                                      | Dată       | Dimensiuni       | Observații | Locul păstrării                           |
| ------- | ---------------------------------------------------------- | ---------- | ---------------- | ---------- | ----------------------------------------- |
|         |                                                            |            |                  |            |                                           |
|         | Chinul lui Mazeppa                                         | 1827       | 525 x 392 cm     |            | Rouen, Muzeul de Arte Frumoase            |
|         | Moartea lui Bailly                                         | 1831       | 420 x 522 cm     |            | Compiègne, Muzeul Antoine Vivenel         |
|         | Asasinarea ducelui de Orléans de către ducele de Bourgogne | pe la 1833 | 216 x 251 cm     |            | Troyes, Muzeul de artă și arheologie      |
|         | Carol al V-lea cel Înțelept                                | 1835       | 65 x 54 cm       |            | Versailles, Muzeul național al castelului |
|         | Procesiunea deputaților Stărilor Generale la Versailles    | 1836       |                  |            | Versailles, Muzeul național al castelului |
|         | Regele Lear și nebunul său în furtună                      | 1836       | 65,5 x 54,2 cm   |            | Paris, Muzeul Petit Palais                |
|         | Portretul lui Achille Devéria                              | 1837       | 116 x 90 cm      |            | Paris, Muzeul Luvru                       |
|         | Portretul doamnei Hugo                                     | 1839       | 116 x 90 cm      |            | Paris, Casa lui Victor Hugo               |
|         | Trei iubiri poetice: Béatrix, Lavre, Orsolina              | vers 1840  | 263,5 x 173,5 cm |            | Toulouse, Muzeul Augustinilor             |
|         | Sufletele din Purgatoriu                                   | pe la 1855 |                  |            | Paris, Biserica Saint-Roch                |
|         | Sufletele eliberate                                        | pe la 1855 |                  |            | Paris, Biserica Saint-Roch                |
|         | Portretul Adélaïdei Boulanger                              | 1858       | 100 x 81 cm      |            | Paris, Muzeul Luvru                       |
|         | Presupusul portret al Léopoldinei Hugo                     |            | 24,5 x 19 cm     |            | Dijon, Muzeul Magnin                      |
|         | Portretul unei femei în vârstă                             |            | 54,5 x 44,5 cm   |            | Paris, Muzeul Luvru                       |
|         | Femeie maură                                               |            | 40 x 29 cm       |            | Lyon, Muzeul de Arte Frumoase             |
|         | Portretul lui Auguste Maquet                               |            | 117 x 90 cm      |            | Versailles, Muzeul național al castelului |
|         | Libertatea, alegorie a zilelor anului 1830 (schiță)        |            | 80 x 64 cm       |            | Paris, Muzeul Carnavalet                  |
|         | Portretul lui Victor Hugo                                  |            |                  |            | Paris, Casa lui Victor Hugo               |
|         | Martiriul Sfântului Laurențiu                              |            |                  |            | Paris, Biserica Saint-Laurent             |